# Heinz-Eberhard Opitz
Heinz-Eberhard Opitz (* 13. Juli 1912 in Halle (Saale); † 11. Oktober 1997 in Haar) war ein deutscher Heeresoffizier und Richter.

## Leben
In Breslau aufgewachsen, studierte Opitz an der Ruprecht-Karls-Universität Heidelberg und der Schlesischen Friedrich-Wilhelms-Universität Rechtswissenschaft. 1932 wurde er Mitglied des Corps Marcomannia Breslau. Er brach das Studium 1935 ab und trat als Fahnenjunker in das Infanterie-Regiment 7 in Schweidnitz. Im April 1937 zum Leutnant befördert, war er Adjutant beim Infanterie-Regiment 28. Nach dem Überfall auf Polen wurde er zur 298. Infanterie-Division versetzt. Als Regimentsadjutant und Bataillonskommandeur kämpfte er im Westfeldzug und an der Ostfront. In der 349. Infanterie-Division/Volksgrenadier-Division war er Bataillonskommandeur, war am 9. April 1943 mit dem Deutschen Kreuz in Gold ausgezeichnet worden und diente ab dem 1. Juni 1944 als Oberstleutnant und Regimentskommandeur des Grenadier-Regiments 911. Nach der Verleihung des Ritterkreuz des Eisernen Kreuzes, das Opitz am 11. März 1945 erhalten hatte, erlitt er die fünfte Verwundung. Im Lazarett Wismar nahm ihn die United States Army in Kriegsgefangenschaft.
Nach dem Krieg setzte er das Jurastudium fort. Nach der Assessorprüfung wurde er Vorsitzender Richter am Landgericht München I. 1975 trat er in den Ruhestand. Bei der Bundeswehr war er Oberstleutnant der Reserve.